# Largul 120-celule

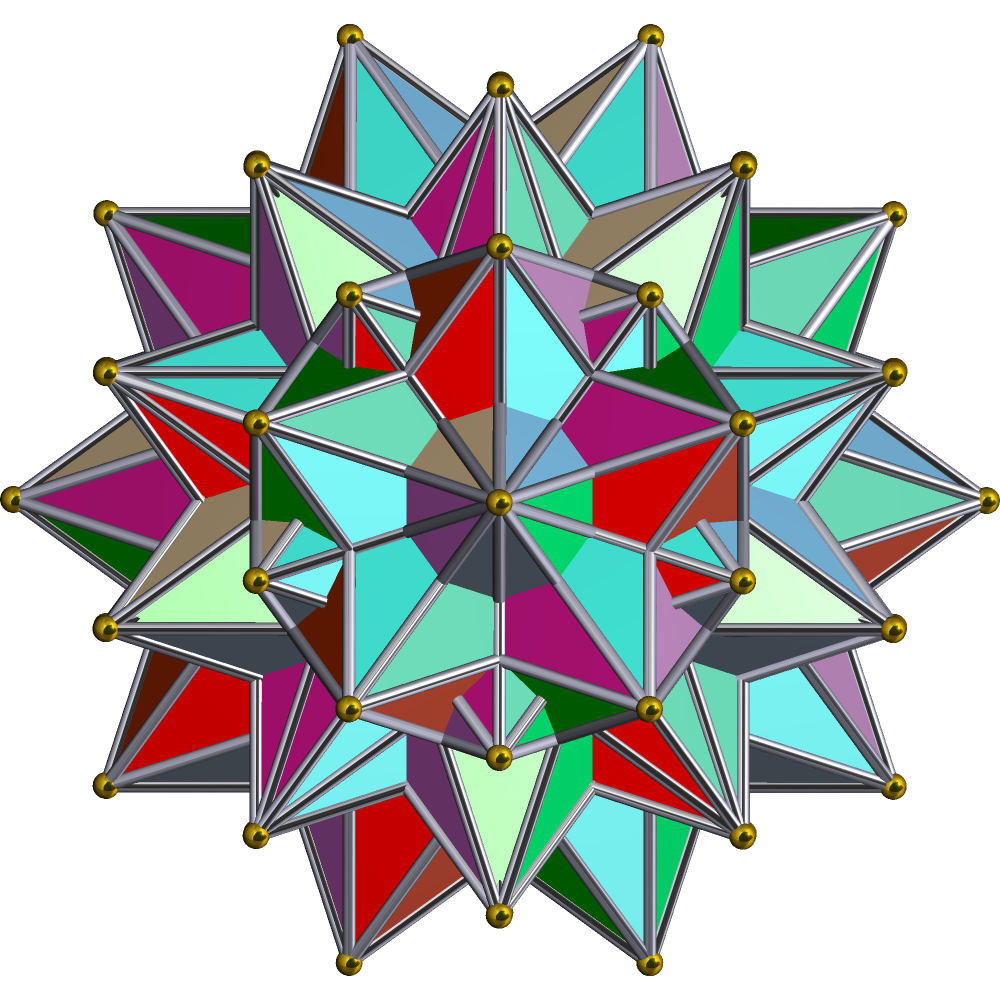
Dual: Marele 120-celule stelat

În geometrie largul 120-celule sau largul dodecaplex este un politop cvadridimensional stelat regulat. Cele 120 de celule ale sale sunt dodecaedre. Are 120 de vârfuri, 720 de laturi și 720 de fețe. Are simbolul Schläfli {5,3,5/2}. Este unul dintre cele 10 politopuri Schläfli–Hess regulate.

## Politopuri înrudite
Are același aranjament al laturilor ca și 600-celule și 120-celule icosaedric și același aranjament al fețelor ca și marele 120-celule.
| H4   | -            | F4      |
| ---- | ------------ | ------- |
| [30] | [20]         | [12]    |
| H3   | A2 / B3 / D4 | A3 / B2 |
| [10] | [6]          | [4]     |

Împreună cu dualul său formează compusul de largul 120-celule cu marele 120-celule